# Ourapteryx changi
Ourapteryx changi är en fjärilsart som beskrevs av Inoue 1985. Ourapteryx changi ingår i släktet Ourapteryx och familjen mätare. Inga underarter finns listade i Catalogue of Life.

## Bildgalleri

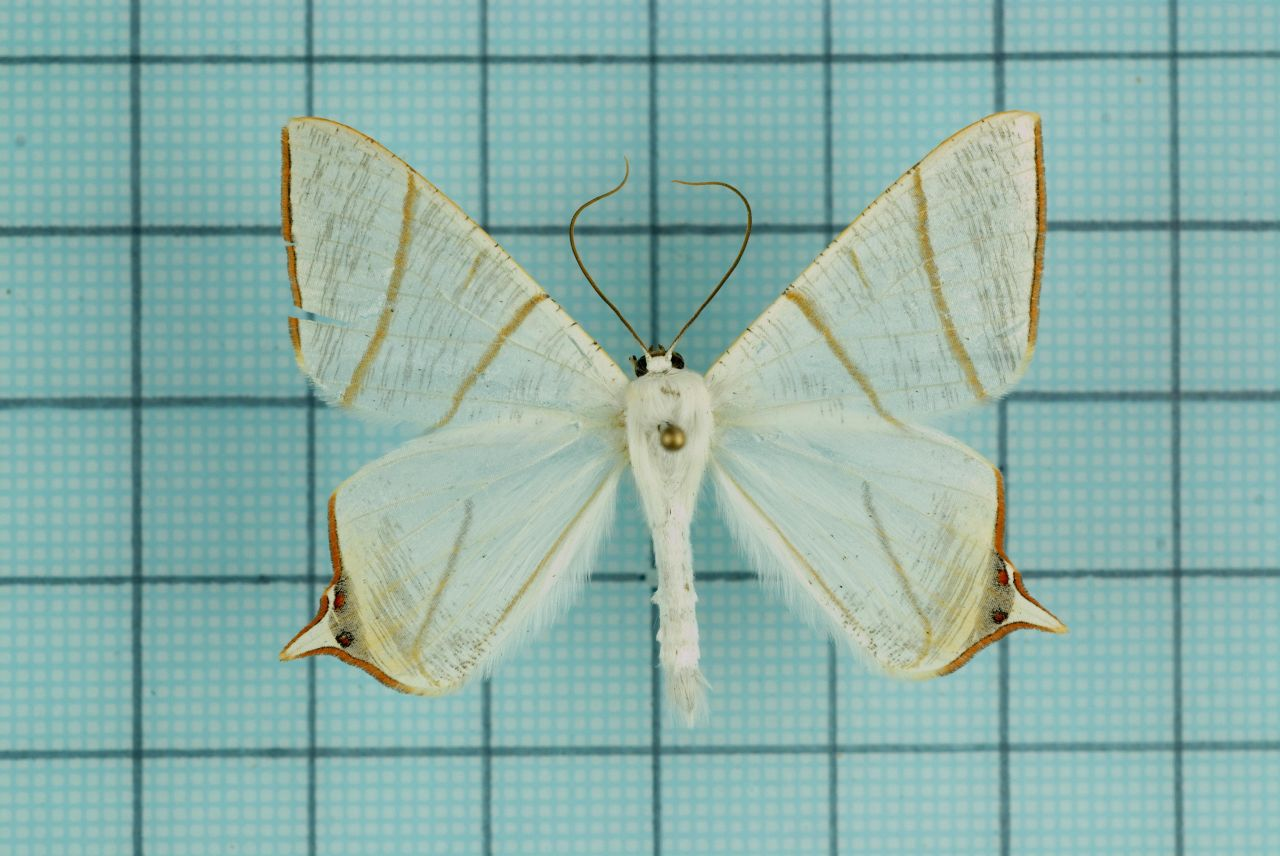
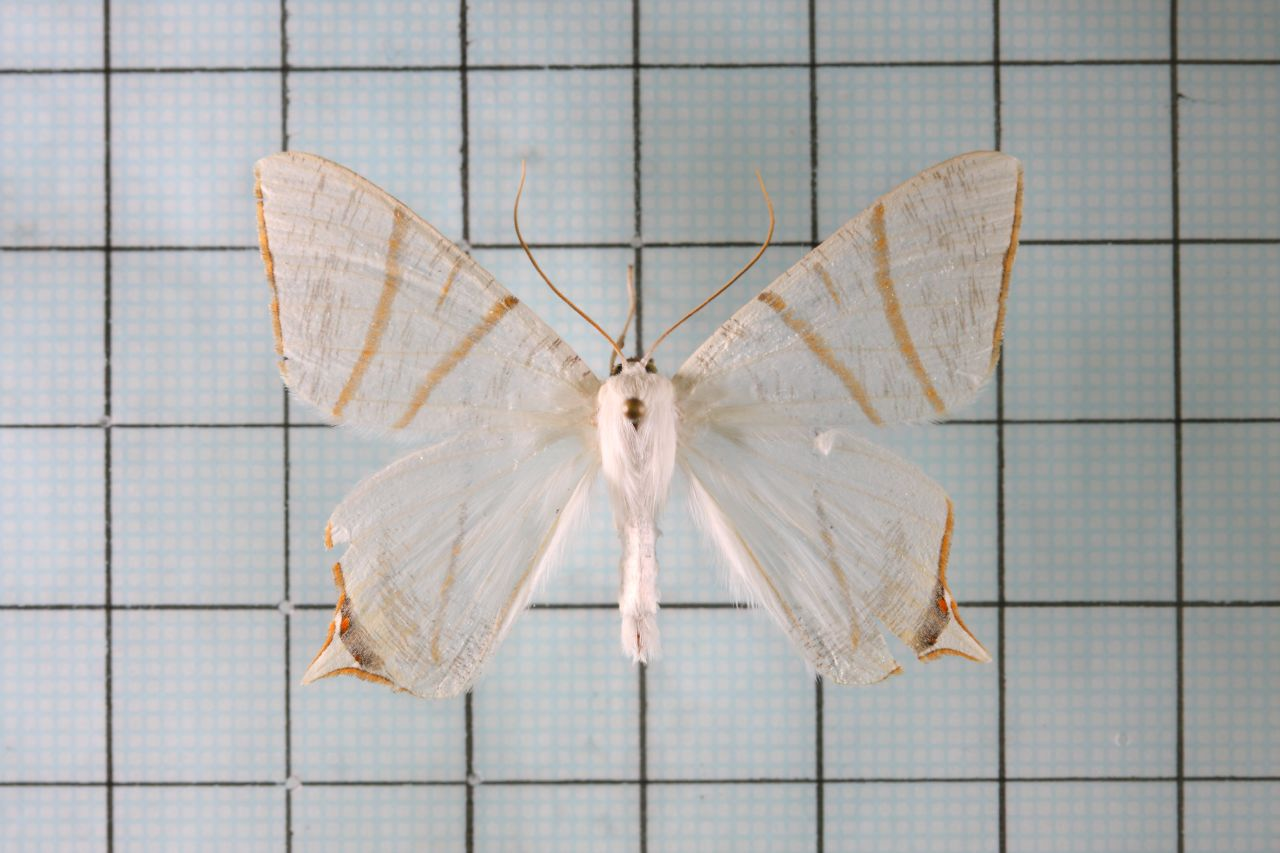
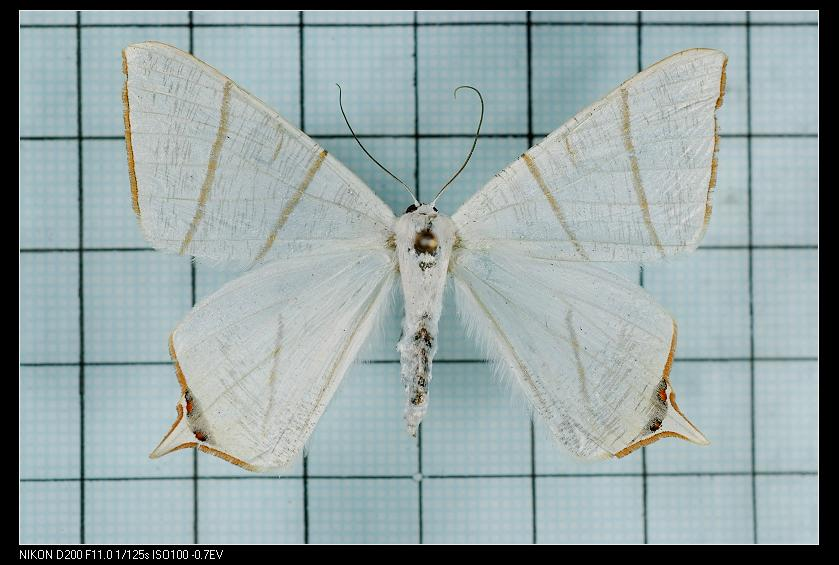
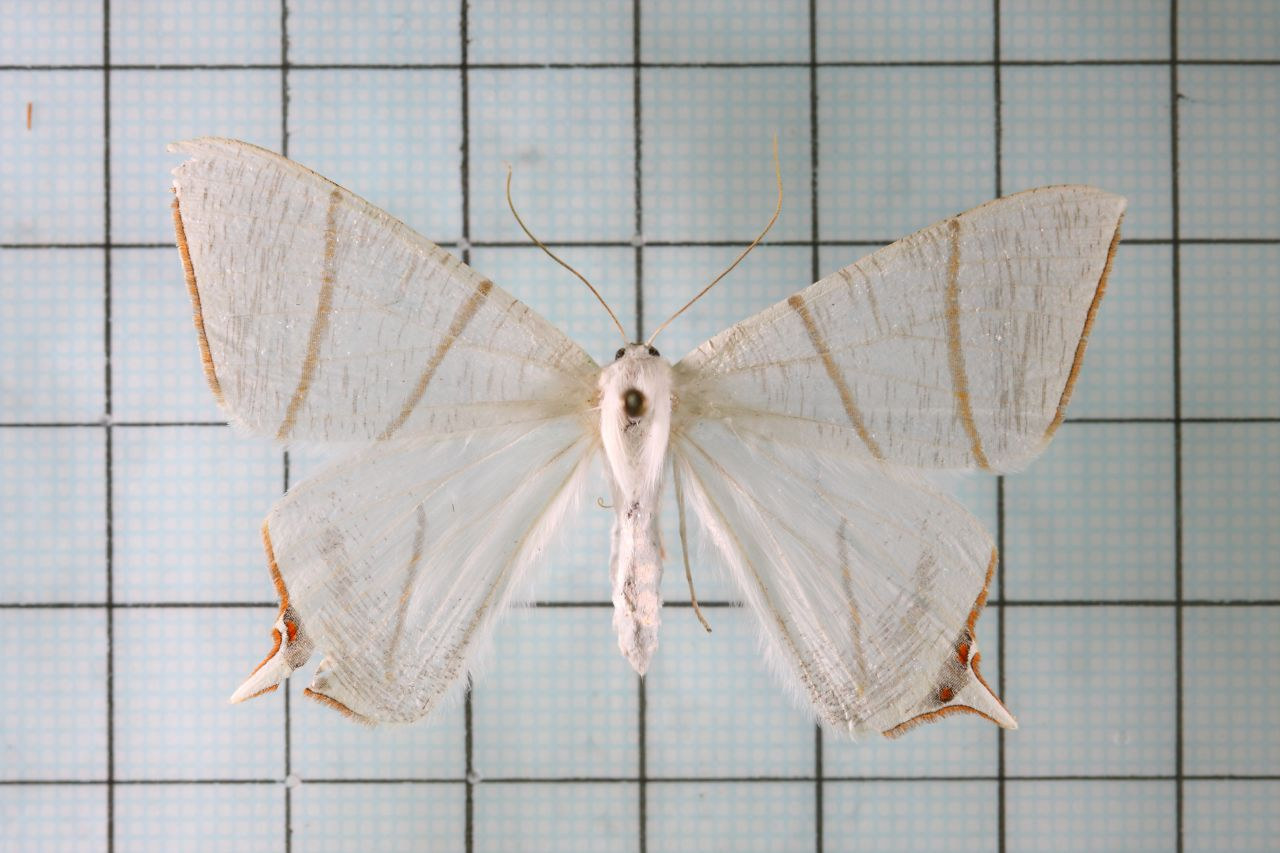
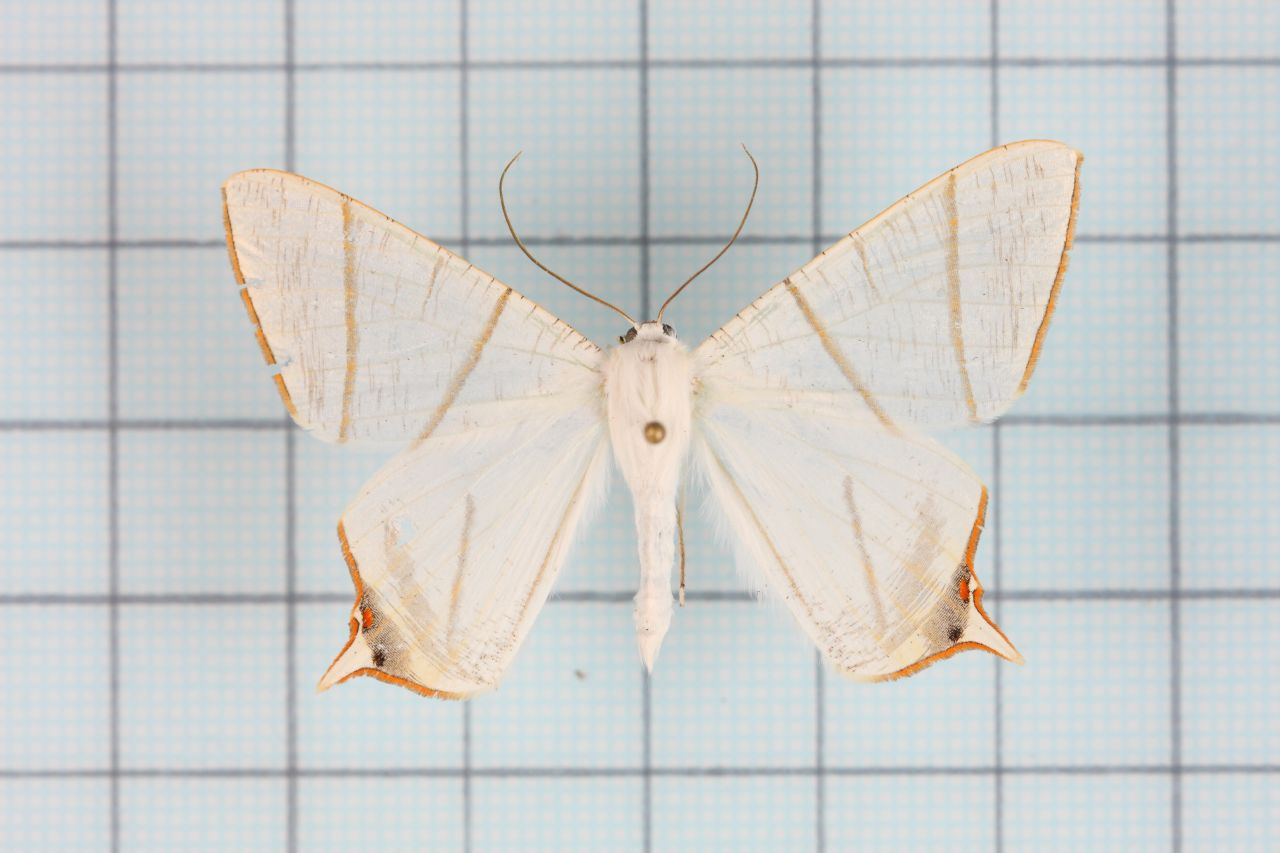
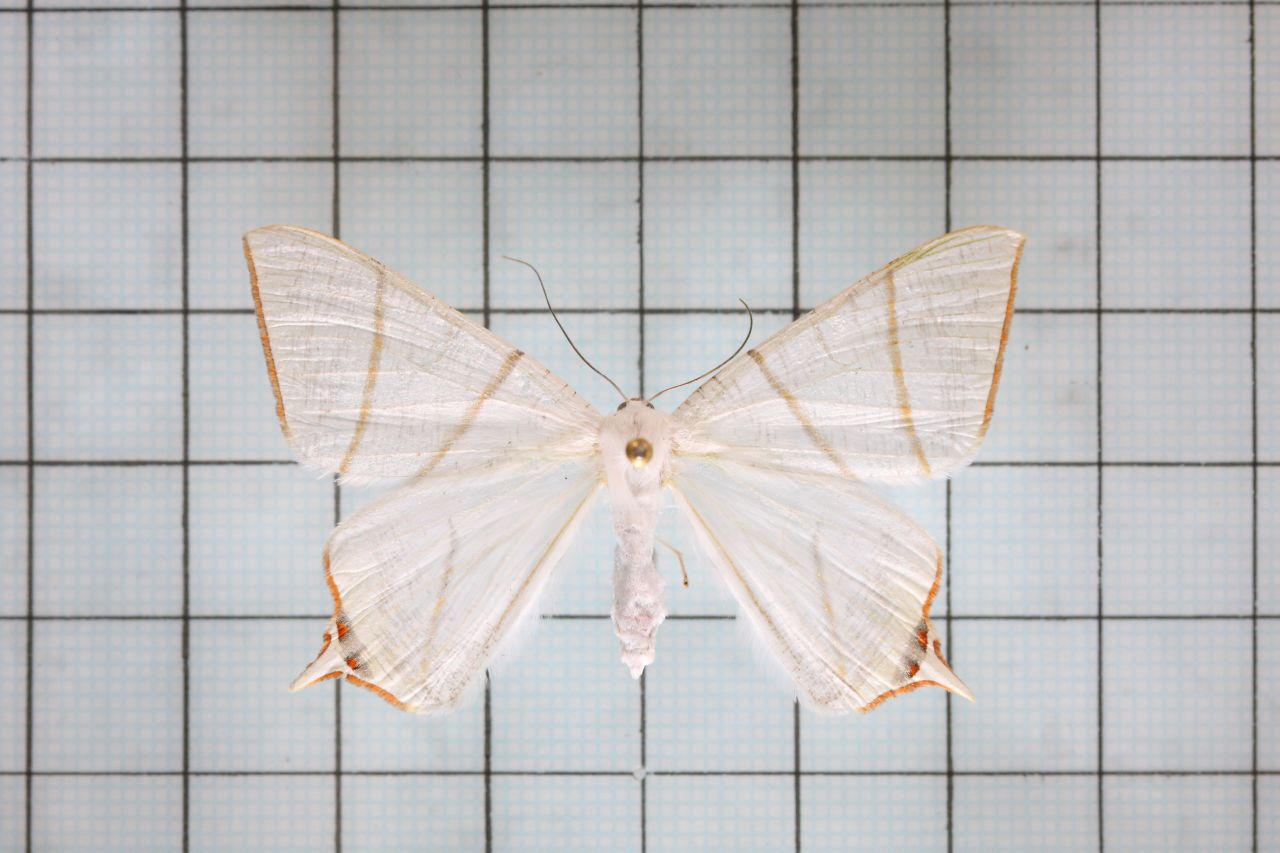